# Grand Prix automobile de Tripoli 1936

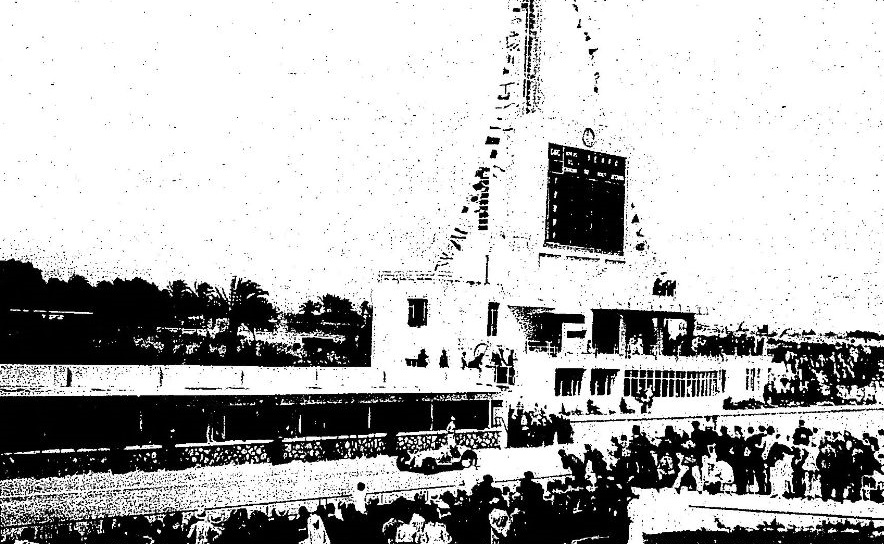
La tribune officielle du Grand Prix de Tripoli en 1936.

Le Grand Prix automobile de Tripoli 1936 (X° Gran Premio di Tripoli) est un Grand Prix qui s'est tenu sur le circuit de la Mellaha le 10 mai 1936. Il est marqué par le coup de théâtre politique orchestré par le NSKK (l'organisme paramilitaire nazi du sport automobile) visant à offrir la victoire d'un pilote Italien. Le Grand Prix s'achève sur la victoire finale d'Achille Varzi, favorisé au détriment de Hans Stuck.

## Grille de départ
| 1re ligne | Pos. 4                          |                              | Pos. 3                                   |                                     | Pos. 2                          |                                  | Pos. 1                          |
|           | Stuck Auto Union 3 min 32 s     |                              | Varzi Auto Union 3 min 31 s              |                                     | Chiron Mercedes-Benz 3 min 31 s |                                  | Rosemeyer Auto Union 3 min 28 s |
| 2e ligne  |                                 | Pos. 7                       |                                          | Pos. 6                              |                                 | Pos. 5                           |                                 |
|           |                                 | Brivio Alfa Romeo 3 min 40 s |                                          | Caracciola Mercedes-Benz 3 min 38 s |                                 | Fagioli Mercedes-Benz 3 min 37 s |                                 |
| 3e ligne  | Pos. 11                         |                              | Pos. 10                                  |                                     | Pos. 9                          |                                  | Pos. 8                          |
|           | Cortese Alfa Romeo 3 min 58 s   |                              | Von Brauchitsch Mercedes-Benz 3 min 58 s |                                     | Pintacuda Alfa Romeo 3 min 58 s |                                  | Nuvolari Alfa Romeo 3 min 46 s  |
| 4e ligne  |                                 | Pos. 14                      |                                          | Pos. 13                             |                                 | Pos. 12                          |                                 |
|           |                                 | Ghersi Maserati 4 min 1 s    |                                          | Severi Alfa Romeo 4 min 1 s         |                                 | Tadini Alfa Romeo 4 min 0 s      |                                 |
| 5e ligne  | Pos. 18                         |                              | Pos. 17                                  |                                     | Pos. 16                         |                                  | Pos. 15                         |
|           | Battaglia Alfa Romeo 4 min 25 s |                              | Rüesch Maserati 4 min 9 s                |                                     | Étancelin Maserati 4 min 7 s    |                                  | Siena Maserati 4 min 3 s        |
| 6e ligne  |                                 | Pos. 21                      |                                          | Pos. 20                             |                                 | Pos. 19                          |                                 |
|           |                                 | Rosa Alfa Romeo 4 min 40 s   |                                          | Magistri Alfa Romeo 4 min 32 s      |                                 | Balestrero Alfa Romeo 4 min 25 s |                                 |
| 7e ligne  | Pos. 25                         |                              | Pos. 24                                  |                                     | Pos. 23                         |                                  | Pos. 22                         |
|           | Sommer Alfa Romeo               |                              | Taruffi Maserati                         |                                     | Soffietti Maserati              |                                  | Barbieri Maserati               |
| 8e ligne  |                                 |                              |                                          | Pos. 26                             |                                 |                                  |                                 |
|           |                                 |                              |                                          | Carraroli Maserati                  |                                 |                                  |                                 |

## Classement de la course
| Pos. | no | Pilote                   | Écurie             | Châssis            | Tours | Temps/Abandon       | Grille |
| ---- | -- | ------------------------ | ------------------ | ------------------ | ----- | ------------------- | ------ |
| 1    | 10 | Achille Varzi            | Auto Union AG      | Auto Union Type C  | 40    | 2 h 31 min 25 s 4   | 3      |
| 2    | 32 | Hans Stuck               | Auto Union AG      | Auto Union Type C  | 40    | + 4 s 4             | 4      |
| 3    | 24 | Luigi Fagioli            | Daimler-Benz AG    | Mercedes-Benz W25K | 40    | + 2 min 13 s 0      | 5      |
| 4    | 18 | Rudolf Caracciola        | Daimler-Benz AG    | Mercedes-Benz W25K | 40    | + 3 min 31 s 0      | 6      |
| 5    | 36 | Carlo Maria Pintacuda    | Scuderia Ferrari   | Alfa Romeo 8C-35   | 39    | + 1 tour            | 9      |
| 6    | 16 | Mario Tadini             | Scuderia Ferrari   | Alfa Romeo 12C-36  | 39    | + 1 tour            | 12     |
| 7    | 48 | Antonio Brivio           | Scuderia Ferrari   | Alfa Romeo 12C-36  | 39    | + 1 tour            | 7      |
| 8    | 20 | Tazio Nuvolari           | Scuderia Ferrari   | Alfa Romeo 12C-36  | 39    | + 1 tour            | 8      |
| 9    | 30 | Louis Chiron             | Daimler-Benz AG    | Mercedes-Benz W25K | 37    | + 3 tours           | 2      |
| 10   | 40 | Giovanni Battaglia       | Privé              | Alfa Romeo Tipo B  | 32    | + 8 tours           | 18     |
| Abd. | 60 | Franco Cortese           | Privé              | Alfa Romeo Tipo B  | 32    | Moteur              | 11     |
| 11   | 12 | Costantino Magistri      | Privé              | Alfa Romeo 8C 2300 | 27    | + 13 tours          | 20     |
| Abd. | 34 | Philippe Étancelin       | Privé              | Maserati Tipo V8RI | 13    | Réservoir d'essence | 16     |
| Abd. | 46 | Bernd Rosemeyer          | Auto Union AG      | Auto Union Type C  | 18    | Feu                 | 1      |
| Abd. | 26 | Manfred von Brauchitsch  | Daimler-Benz AG    | Mercedes-Benz W25K | 16    | Fuite d'essence     | 10     |
| Abd. | 22 | Hans Rüesch              | Privé              | Maserati 6C-34     | 13    |                     | 17     |
| Abd. | 56 | Raymond Sommer           | Privé              | Alfa Romeo Tipo B  | 13    |                     | 25     |
| Abd. | 58 | Archimede Rosa           | Scuderia Maremmana | Alfa Romeo 8C 2600 | 6     |                     | 21     |
| Abd. | 52 | Ferdinando Barbieri      | Privé              | Maserati 8CM       | 5     |                     | 22     |
| Abd. | 54 | Francesco Severi         | Scuderia Maremmana | Alfa Romeo Tipo B  | 4     |                     | 13     |
| Abd. | 8  | Luigi Soffietti          | Privé              | Maserati 8CM       | 4     |                     | 23     |
| Abd. | 44 | Pietro Ghersi            | Scuderia Torino    | Maserati 4C        | 3     |                     | 14     |
| Abd. | 4  | Eugenio Siena            | Scuderia Torino    | Maserati 4C        | 1     |                     | 15     |
| Abd. | 28 | Renato Balestrero        | Scuderia Maremmana | Alfa Romeo 8C-35   | 1     |                     | 19     |
| Abd. | 42 | Guglielmo Carraroli (de) | Scuderia Torino    | Maserati 8CM       | 1     |                     | 26     |
| Abd. | 14 | Piero Taruffi            | Privé              | Maserati 8CM       | 0     |                     | 24     |
| Np.  | 6  | László Hartmann          | Privé              | Maserati 6C-34     |       |                     |        |
| Np.  | 38 | Carlo Felice Trossi      | Scuderia Torino    | Maserati Tipo V8RI |       |                     |        |
| Np.  | 50 | Goffredo Zehender        | Scuderia Torino    | Maserati Tipo V8RI |       |                     |        |
| Np.  | 2  | Giuseppe Farina          | Scuderia Ferrari   | Alfa Romeo 8C-35   |       |                     |        |

- Légende: Abd.=Abandon - Np.=Non partant.

## Pole position et record du tour
- Pole position :  Bernd Rosemeyer (Auto Union) en 3 min 28 s.
- Meilleur tour en course :  Achille Varzi (Auto Union) en 3 min 27 s 4.